# Vela ai Giochi della XXXII Olimpiade - 49erFX femminile

## Le gare
Le gare di vela della classe 49erFX femminile valide per la XXXII Olimpiade si sono svolte dal 27 luglio al 2 agosto 2021 presso l'isola di Enoshima. Hanno partecipato alla competizione 21 equipaggi.
I punti sono stati assegnati in base alle posizioni finali in ciascuna regata (1 al primo, 2 al secondo etc.). Sono stati considerati i migliori 11 punteggi delle dodici regate di qualificazione, e ciascun equipaggio ha potuto scartare il punteggio più alto. I 10 equipaggi con il punteggio più basso hanno gareggiato in un'ultima regata, chiamata "Medal Race" in cui il punteggio valeva doppio e andava a sommarsi a quello delle 11 regate di qualificazione.
In caso di squalifica, o di mancata partenza per una regata, all'equipaggio venivano assegnati 22 punti per quella regata (anche per la Medal Race) ovvero uno (o due) in più di quanti ne avrebbe avuto se si fosse classificato ultimo.

## Calendario
Tutti gli orari sono Japan Standard Time (UTC+9)
| Data                      | Ora   | Turno            |
| ------------------------- | ----- | ---------------- |
| Martedì, 27 luglio 2021   | 12:05 | Race 1, 2 e 3    |
| Mercoledì, 28 luglio 2021 | 14:50 | Race 4, 5 e 6    |
| Venerdì, 30 luglio 2021   | 14:50 | Race 7, 8 e 9    |
| Sabato, 31 luglio 2021    | 12:05 | Race 10, 11 e 12 |
| Lunedì, 2 agosto 2021     | 14:33 | Medal Race       |

## Risultati
| Pos. | Equipaggio                                        | Race   | Race   | Race   | Race   | Race   | Race   | Race   | Race   | Race   | Race | Race   | Race | Race | Punti | Punti |
| Pos. | Equipaggio                                        | 1      | 2      | 3      | 4      | 5      | 6      | 7      | 8      | 9      | 10   | 11     | 12   | M    | Tot   | Net   |
| ---- | ------------------------------------------------- | ------ | ------ | ------ | ------ | ------ | ------ | ------ | ------ | ------ | ---- | ------ | ---- | ---- | ----- | ----- |
|      | Martine Grael / Kahena Kunze                      | 15     | 5      | 1      | 10     | 7      | 6      | 1      | 6      | 10     | 12   | 2      | 10   | 6    | 91    | 76    |
|      | Tina Lutz / Susann Beucke                         | 5      | 6      | 8      | 3      | 13     | 12     | 11     | 12     | 3      | 7    | 3      | 3    | 10   | 96    | 83    |
|      | Annemiek Bekkering / Annette Duetz                | 13     | 8      | 2      | 1      | 6      | 1      | 12     | 5      | 6      | 5    | 11     | 16   | 18   | 104   | 88    |
| 4    | Tamara Echegoyen Dominguez / Paula Barcelo Martin | 2      | 10     | 22 UFD | 2      | 3      | 3      | 13     | 4      | 5      | 19   | 12     | 4    | 12   | 111   | 89    |
| 5    | Victoria Travascio / Maria Sol Branz              | 6      | 9      | 13     | 18     | 17     | 8      | 6      | 1      | 8      | 1    | 7      | 12   | 2    | 108   | 90    |
| 6    | Charlotte Dobson / Saskia Tidey                   | 1      | 1      | 6      | 4      | 2      | 5      | 16     | 13     | 14     | 15   | 4      | 18   | 14   | 113   | 95    |
| 7    | Helene Naess / Marie Roenningen                   | 10     | 17     | 12     | 13     | 10     | 9      | 4      | 9      | 2      | 3    | 18     | 7    | 4    | 118   | 100   |
| 8    | Ida Marie Baad Nielsen / Marie Thusgaard Olsen    | 14     | 4      | 3      | 5      | 1      | 11     | 14     | 17     | 17     | 9    | 6      | 14   | 8    | 123   | 106   |
| 9    | Lili Sebesi / Albane Dubois                       | 4      | 15     | 10     | 6      | 8      | 2      | 7      | 14     | 13     | 18   | 14     | 2    | 16   | 129   | 111   |
| 10   | Kimberly Min Lim / Rui Qi Cecilia Low             | 12     | 12     | 11     | 15     | 15     | 13     | 3      | 2      | 7      | 8    | 1      | 13   | 20   | 132   | 117   |
| 11   | Stephanie Roble / Maggie Shea                     | 3      | 2      | 14     | 7      | 9      | 16     | 5      | 8      | 12     | 14   | 22 DNE | 5    | -    | 117   | 101   |
| 12   | Alex Maloney / Molly Meech                        | 16     | 22 UFD | 5      | 12     | 4      | 4      | 8      | 3      | 18     | 6    | 19     | 6    | -    | 123   | 101   |
| 13   | Tess Lloyd / Jaime Ryan                           | 9      | 11     | 7      | 9      | 11     | 10     | 15     | 10     | 19     | 11   | 8      | 8    | -    | 128   | 109   |
| 14   | Isaura Maenhaut van Lemberge / Anouk Geurts       | 17     | 3      | 4      | 14     | 22 DSQ | 22 UFD | 2      | 16     | 15     | 10   | 9      | 9    | -    | 143   | 121   |
| 15   | Aleksandra Melzacka / Kinga Loboda                | 8      | 14     | 16     | 8      | 5      | 7      | 18     | 15     | 1      | 20   | 17     | 19   | -    | 148   | 128   |
| 16   | Alexandra Ten Hove / Mariah Millen                | 18     | 7      | 15     | 16     | 14     | 15     | 10     | 11     | 4      | 13   | 16     | 17   | -    | 156   | 138   |
| 17   | Tanja Frank / Lorena Abicht                       | 11     | 13     | 9      | 11     | 12     | 22 DNF | 19     | 7      | 9      | 17   | 15     | 20   | -    | 165   | 143   |
| 18   | Anna Yamazaki / Sena Takano                       | 7      | 16     | 22 UFD | 17     | 16     | 22 UFD | 9      | 19     | 11     | 4    | 13     | 15   | -    | 171   | 149   |
| 19   | Chen Shasha / Jin Ye                              | 20     | 19     | 17     | 22 DNF | 22 DNS | 14     | 22 DSQ | 22 DSQ | 22 DSQ | 2    | 10     | 1    | -    | 193   | 171   |
| 20   | Diana Tudela Ballon / Maria Pia van Oordt Lopez   | 19     | 18     | 22 UFD | 19     | 18     | 17     | 17     | 18     | 16     | 16   | 5      | 11   | -    | 196   | 174   |
| 21   | Eya Guezguez / Sarra Guezguez                     | 22 DNF | 22 DNC | 22 DNC | 22 DNC | 22 DNC | 22 DNC | 22 UFD | 20     | 20     | 21   | 20     | 21   | -    | 256   | 234   |